# Ugandi
Ugandi (lateinisch Ugaunia, deutsch veraltet Ugaunien) war bis 1224 ein historisches Reich sowie eine Landschaft im Süden des heutigen Estland.
Die Region Ugandi umfasste vermutlich die Gebiete der heutigen Landkreise Tartu, Põlva, Võru und teilweise Valga im Süden Estlands. Ugandi hatte zwei Zentren: Tarbatu (heute Tartu) und Otepää. Der Name Ugandi wird zum ersten Mal in der Chronik Heinrichs von Lettland (1225–1227) erwähnt.
Mit der Eroberung und Christianisierung Tarbatus durch den Deutschen Orden 1224 wurde die einheimische estnische Bevölkerung Ugandis katholisch. Auf dem Gebiet wurde im selben Jahr das Bistum Dorpat gegründet.
Vom lateinischen Namen Ugaunia leitet sich die lettische Bezeichnung Igaunija für Estland ab.